# Mario Regueiro
Mario Regueiro, właśc. Mario Ignacio Regueiro Pintos (ur. 14 września 1978 w Montevideo) – piłkarz urugwajski występujący na pozycji pomocnik.

## Kariera klubowa
Regueiro zaczynał karierę w CA Cerro, gdzie grał w latach 1996–1997 następnie przez 3 lata grał w Club Nacional de Football, a w 2000 roku przeszedł do Racingu Santander. W Racingu Regueiro grał przez 5 lat i zdobył 21 bramek, zaś w 2005 roku został sprzedany do Valenc CFii za 1,2 mln €. Latem 2007 został wypożyczony do beniaminka Primera División, Realu Murcia. Jednak po spadku tej drużyny do Segunda División, w lipcu 2008 Regueiro ponownie powędrował na wypożyczenie, tym razem do Arisu FC. Jednak już miesiąc później podpisał czteroletni kontrakt z tym klubem. Później grał w Club Nacional de Football (2009–2010), CA Lanús (2010–2013), Racing Club de Avellaneda (2014), Defensorze Sporting (2014) oraz Cerro (2014–2015).

## Kariera reprezentacyjna
W reprezentacji Urugwaju Regueiro zadebiutował w 2000 roku. W 2002 roku wystąpił z nią na Mistrzostwach Świata 2002. Od 2006 roku posiada także obywatelstwo hiszpańskie.